# Zerinváry Szilárd-emlékérem
A Zerinváry Szilárd-emlékérmet (díjat) Szentendre Város Tanácsa alapította 1963-ban. A díjjal  az amatőrcsillagászatban, a csillagászat népszerűsítésében alkotó személyeket tüntette ki a Csillagászat Baráti Köre. A kör 1989-es megszűnése után többé nem adták ki.

## Díjazottak
- 1963 Bartha Lajos (1933–), Budapest
- 1964 Szabó Gyula (1914–1991), Miskolc[1]
- 1965 Szitter Béla, Győr[2]
- 1966 Márki-Zay Lajos, Gyula
- 1967 Tokody Lajos, Szolnok
- 1968 Zétényi Endre (1904–1993), Eger
- 1970 Hajmási József (1910–2010), Székesfehérvár
- 1972 Zombori Ottó (1945–), Gyöngyös
- 1974 Elek Imre (?–1977), Ózd
- 1975 Vértes Ernő, Veszprém[3]
- 1976 Lendvai László, Balatonfűzfő
- 1978 Dankó Sándor (1922–1995), Szolnok[4]
- 1980 Kovács Miklós, Szolnok
- 1982 Szentmártoni Béla (1931–1988), Kaposvár[5][6]
- 1983 Ujvárosy Antal, Kecskemét
- 1984 Balogh István (1940–2019), Kiskunhalas[7]
- 1985 Dinga László, Tata[8]
- 1986 Jónás László  (1925–1993), Esztergom[8][9]
- 1988 Mizser Attila, Budapest